# La Tour-de-Salvagny
La Tour-de-Salvagny és un municipi francès, situat a la metròpoli de Lió i a la regió de Alvèrnia - Roine-Alps. L'any 2007 tenia 3.476 habitants.

## Demografia

### Població
El 2007 la població de fet de La Tour-de-Salvagny era de 3.476 persones. Hi havia 1.397 famílies de les quals 375 eren unipersonals (136 homes vivint sols i 239 dones vivint soles), 483 parelles sense fills, 455 parelles amb fills i 84 famílies monoparentals amb fills.
La població ha evolucionat segons el següent gràfic:
Habitants censats

### Habitatges
El 2007 hi havia 1.493 habitatges, 1.422 eren l'habitatge principal de la família, 20 eren segones residències i 51 estaven desocupats. 1.127 eren cases i 361 eren apartaments. Dels 1.422 habitatges principals, 1.053 estaven ocupats pels seus propietaris, 337 estaven llogats i ocupats pels llogaters i 32 estaven cedits a títol gratuït; 65 tenien una cambra, 95 en tenien dues, 141 en tenien tres, 233 en tenien quatre i 888 en tenien cinc o més. 1.169 habitatges disposaven pel capbaix d'una plaça de pàrquing. A 584 habitatges hi havia un automòbil i a 758 n'hi havia dos o més.

### Piràmide de població
La piràmide de població per edats i sexe el 2009 era:
| Homes | Edats   | Dones |
| ----- | ------- | ----- |
| 4     | 95 o +  | 0     |
| 0     | 90 a 94 | 24    |
| 4     | 85 a 89 | 20    |
| 16    | 80 a 84 | 16    |
| 36    | 75 a 79 | 76    |
| 40    | 70 a 74 | 52    |
| 88    | 65 a 69 | 88    |
| 104   | 60 a 64 | 84    |
| 124   | 55 a 59 | 124   |
| 176   | 50 a 54 | 204   |
| 124   | 45 a 49 | 144   |
| 120   | 40 a 44 | 128   |
| 80    | 35 a 39 | 88    |
| 112   | 30 a 34 | 88    |
| 72    | 25 a 29 | 76    |
| 152   | 20 a 24 | 108   |
| 88    | 15 a 19 | 152   |
| 100   | 10 a 14 | 148   |
| 124   | 5 a 9   | 84    |
| 80    | 0 a 4   | 72    |

## Economia
El 2007 la població en edat de treballar era de 2.234 persones, 1.525 eren actives i 709 eren inactives. De les 1.525 persones actives 1.453 estaven ocupades (770 homes i 683 dones) i 72 estaven aturades (33 homes i 39 dones). De les 709 persones inactives 255 estaven jubilades, 293 estaven estudiant i 161 estaven classificades com a «altres inactius».

### Ingressos
El 2009 a La Tour-de-Salvagny hi havia 1.429 unitats fiscals que integraven 3.644 persones, la mediana anual d'ingressos fiscals per persona era de 27.587 €.

### Activitats econòmiques
Dels 240 establiments que hi havia el 2007, 1 era d'una empresa extractiva, 2 d'empreses alimentàries, 3 d'empreses de fabricació de material elèctric, 7 d'empreses de fabricació d'altres productes industrials, 23 d'empreses de construcció, 47 d'empreses de comerç i reparació d'automòbils, 5 d'empreses de transport, 10 d'empreses d'hostatgeria i restauració, 6 d'empreses d'informació i comunicació, 17 d'empreses financeres, 12 d'empreses immobiliàries, 55 d'empreses de serveis, 35 d'entitats de l'administració pública i 17 d'empreses classificades com a «altres activitats de serveis».
Dels 45 establiments de servei als particulars que hi havia el 2009, 1 era una oficina de correu, 4 oficines bancàries, 1 funerària, 3 tallers de reparació d'automòbils i de material agrícola, 1 establiment de lloguer de cotxes, 1 autoescola, 4 paletes, 3 guixaires pintors, 3 fusteries, 3 lampisteries, 4 electricistes, 1 empresa de construcció, 5 perruqueries, 5 restaurants, 3 agències immobiliàries, 1 tintoreria i 2 salons de bellesa.
Dels 9 establiments comercials que hi havia el 2009, 1 era una botiga de més de 120 m², 3 fleques, 1 una carnisseria, 1 una llibreria, 1 una botiga de material esportiu, 1 un drogueria i 1 una floristeria.
L'any 2000 a La Tour-de-Salvagny hi havia 9 explotacions agrícoles.

## Equipaments sanitaris i escolars
L'únic equipament sanitari que hi havia el 2009 era una farmàcia.
El 2009 hi havia 1 escola maternal i 2 escoles elementals.

## Poblacions més properes
El següent diagrama mostra les poblacions més properes.